# Индепенденс (Калифорния)
Индепенденс (англ. Independence) — статистически обособленная местность в штате Калифорния, США. Она является административным центром округа Иньо. В 2010 году в местности проживали 669 человека.
Через местность проходит маршрут тихоокеанского хребта. Вблизи города находится резервация индейцев пайютов.

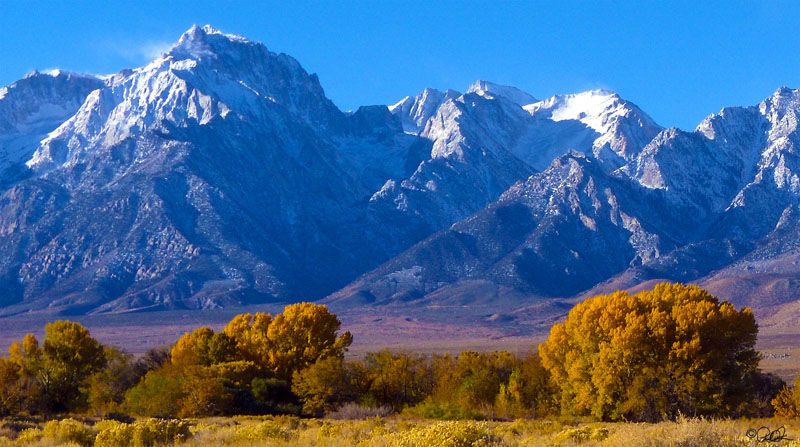
Вид на гору Уильямсона из аэропорта Индепенденса

## Географическое положение
По данным Бюро переписи населения США Индепенденс имеет площадь 12,6 квадратных километров. Местность находится в долине Оуэнс, её пересекает дорога US 395.

## История
Чарльз Патнам основал на месте поселения торговый пост в 1861 году. Пост стал известен как Патнам, а затем Литтл-Пайн. В 3 км от поселения была создана военная база американской армии Индепенденс (1862 год) для защиты местных поселенцев от нападений индейцев. Индепенденс стал окружным центром в 1866 году. Здание окружного суда несколько раз перестраивалось, первое здание разрушилось во время землетрясения 1872 года, второе — сгорело в 1892 году. В 1922 году было построено последнее здание.

## Население
| Год переписи | Нас. |  | %±    |
| ------------ | ---- |  | ----- |
| 2000         | 574  |  | —     |
| 2010         | 669  |  | 16,6% |
| 2017         | 607  |  | −9,3% |

По данным переписи 2010 года население Индепенденса составляло 669 человек (из них 51,4 % мужчин и 48,6 % женщин), в местности было 301 домашнее хозяйство и 159 семей. Расовый состав: белые — 73,7 %, коренные американцы — 14,6 % афроамериканцы — 0,9 %, азиаты — 1,2 % и представители двух и более рас — 5,2 %. 13,9 % населения города — латиноамериканцы (12,3 % мексиканцев).
Из 301 домашнего хозяйства 52,8 % представляли собой семьи: 43,5 % совместно проживающих супружеских пар (12,3 % с детьми младше 18 лет); 6,6 % — женщины, проживающие без мужей и 2,7 % — мужчины, проживающие без жён. 47,2 % не имели семьи. В среднем домашнее хозяйство ведут 2,00 человека, а средний размер семьи — 2,70 человека. В одиночестве проживали 40,5 % населения, 15,6 % составляли одинокие пожилые люди (старше 65 лет).
Население местности по возрастному диапазону по данным переписи 2010 года распределилось следующим образом: 14,9 % — жители младше 18 лет, 4,5 % — между 18 и 21 годами, 59,8 % — от 21 до 65 лет и 20,8 % — в возрасте 65 лет и старше. Средний возраст населения — 51,1 лет. На каждые 100 женщин в Индепенденсе приходилось 105,8 мужчин, при этом на 100 совершеннолетних женщин приходилось уже 106,2 мужчины сопоставимого возраста.

## Экономика
В 2017 году из 545 человек старше 16 лет имели работу 245. При этом мужчины имели медианный доход в 41 719 долларов США в год против 59 766 долларов среднегодового дохода у женщин. В 2017 году медианный доход на семью оценивался в 69 375 $, на домашнее хозяйство — в 48 750 $. Доход на душу населения — 31 035 $ в год. 14,8 % от всего числа семей в Индепенденсе и 14,8 % от всей численности населения находилось на момент переписи за чертой бедности.